# Лория
 Тази статия е за града в Италия.  За италианския етнограф вижте Ламберто Лория.  
Ло̀рия (на италиански и на венециански: Loria) е град и община в Северна Италия, провинция Тревизо, регион Венето. Разположен е на 75 m надморска височина. Населението на общината е 9210 души (към 2014 г.).